# Philosophie Zoologique
Philosophie Zoologique ou Filosofia Zoológica (formalmente Philosophie zoologique ou exposition des considérations relatives à l'histoire naturelle des animaux) é um livro do naturalista francês Jean-Baptiste de Lamarck publicado em 1809 onde esboça sua teoria pré-darwiniana da evolução, hoje conhecida como lamarquismo.
No livro, Lamarck nomeou duas supostas leis que permitiriam às espécies animais adquirir características sob a influência do ambiente. A primeira lei declarou que o uso ou desuso faria com que estruturas corporais crescessem ou encolhessem ao longo das gerações. A segunda lei afirmava que tais mudanças seriam herdadas. Essas condições, em conjunto, implicam que as espécies mudam continuamente por adaptação aos seus ambientes, formando uma série de caminhos evolutivos.
Lamarck foi largamente ignorado pelo grande zoólogo francês Georges Cuvier, mas atraiu muito mais interesse no exterior. O livro foi lido cuidadosamente, mas sua tese rejeitada, por cientistas do século XIX, incluindo o geólogo Charles Lyell e o anatomista comparativo Thomas Henry Huxley. Charles Darwin reconheceu Lamarck como um zoólogo importante, e sua teoria uma precursora da evolução darwiniana por seleção natural.

## Contexto
Jean-Baptiste de Lamarck (1744–1829) abordou a questão da evolução perto do fim de uma carreira científica singularmente frutífera. Foi membro da Academia Francesa de Ciências e até os cinquenta anos ocupou-se exaustivamente com a botânica, tornando-se professor no Jardin des Plantes. Posteriormente, tornou-se o primeiro professor de zoologia no novo Museu Nacional de História Natural depois de ser reorganizado em 1793. Tornou-se conhecido por seu trabalho sobre taxonomia dos invertebrados, especialmente de moluscos. No entanto, ele é mais lembrado pela teoria que agora leva seu nome, lamarquismo, e em particular a sua opinião de que o ambiente (o qual chamava de condição de vida) deu origem a alterações permanentes, hereditárias e evolutivas em animais. Ele determinou a posição e afinidades de milhares de formas, melhorou a classificação existente de Linnaeus e Cuvier e lançou as bases para a paleontologia de invertebrados. Ele descreveu sua teoria nas obras Recherches sur l'organisation des corps vivants de 1802, e seu Philosophie Zoologique de 1809, e mais tarde em Histoire naturelle des animaux sans vertèbres (1815–1822).

## Livro
Em Philosophie Zoologique, Lamarck propôs que espécies pudessem adquirir novas características sob influência de seu ambiente, em duas regras que ele nomeou como leis. Em sua concepção de lei, ele acreditava que a natureza produziu todos os animais em sucessão, começando com os mais imperfeitos ou simples, e terminando com os mais perfeitos, de modo a criar uma complexidade cada vez maior na sua organização. Sua primeira lei afirmava que o uso ou desuso das estruturas de um corpo faria com que elas crescessem ou encolhessem no decorrer de várias gerações. Sua segunda lei sustentava que qualquer mudança feita dessa maneira seria herdada. Juntas, as leis de Lamarck implicam a constante adaptação dos animais aos seus ambientes.

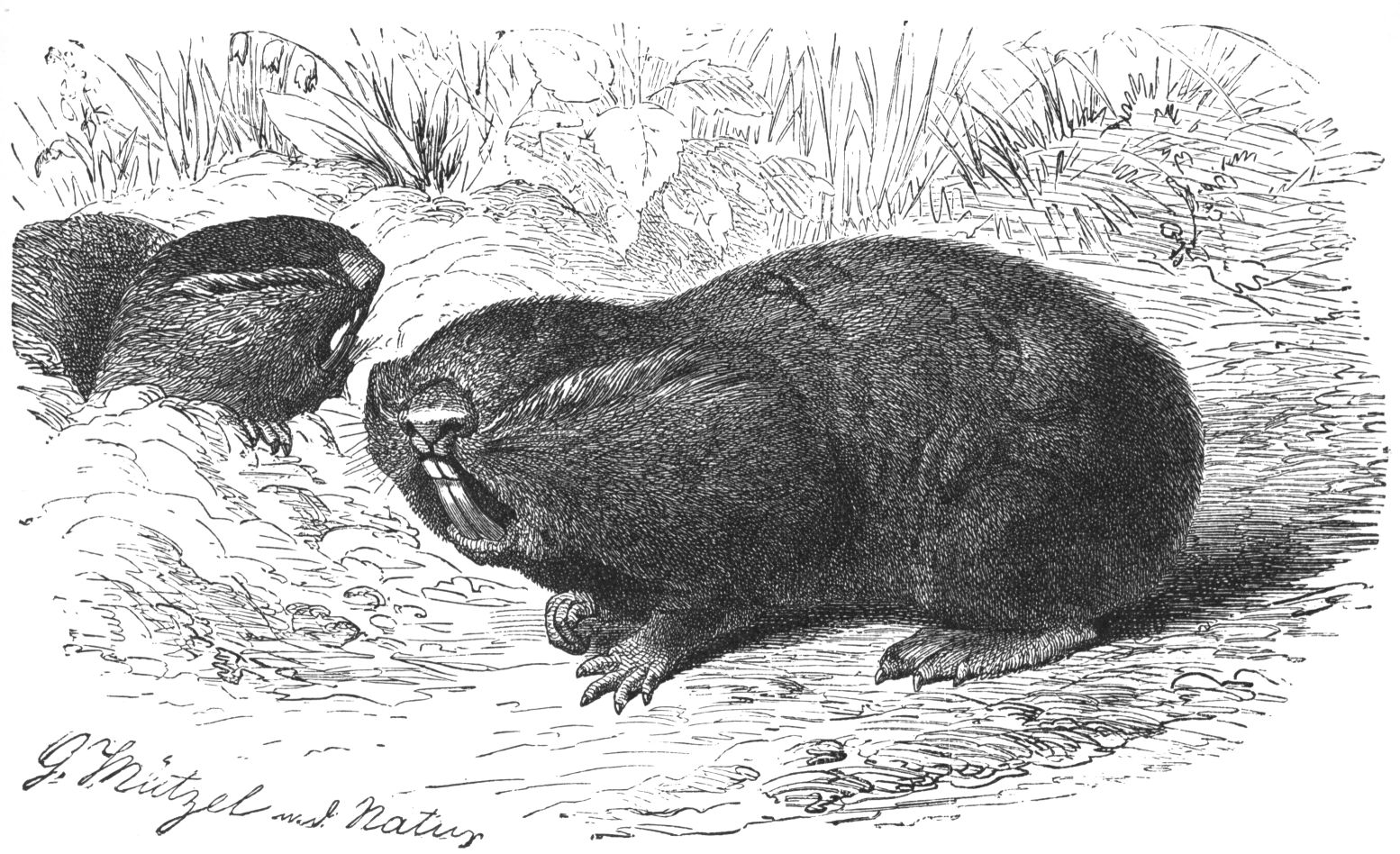
Lamarck usou a toupeira cega (Spalax) como um exemplo da perda de função por desuso. Os olhos minúsculos do animal são cobertos completamente por uma camada de pele

Ele deu nomes a uma série de estruturas vestigiais no livro, entre elas a "Spalax de Olivier, que vive no subsolo como uma toupeira, e aparentemente fica exposta à luz do dia menos tempo do que essa, perdeu completamente o uso da vista, de modo que não mostra mais vestígios deste órgão."
Lamarck descreveu a especiação como se segue:

como novas modificações necessariamente continuarão a operar, ainda que lentamente, não só haverá continuamente novas espécies, novos gêneros e novas ordens, mas cada espécie variará em alguma parte de sua estrutura e forma ... indivíduos que, por causas especiais, são transportados para ambientes muito diferentes daquelas em que as outras ocorrem e depois constantemente submetidos a outras influências — os primeiros, eu digo, assumem novas formas, e então constituem uma nova espécie.
Ele argumentou que as diferenças entre diferentes tipos de animais resultaram da extinção de formas intermediárias:
Espécies formam "uma série de ramificações irregularmente graduadas sem nenhuma descontinuidade em suas partes, ou que, se houver alguma, é decorrente da perda de uma ou mais espécies, não tendo havido inicialmente uma descontinuidade. Segue que as espécies terminais de cada ramificação das séries gerais possuem parentesco, pelo menos em um dos lados, às espécies vizinhas que nelas se mesclam."
Lamarck propôs a transmutação de espécies ("transformismo"), mas não acreditava que todos os seres vivos compartilhassem um antepassado comum. Pelo contrário, ele acreditava que formas de vida simples eram criadas continuamente pela geração espontânea. Também acreditava que uma força de vida inata, que às vezes descrevia como um fluido nervoso, levou as espécies a se tornarem mais complexas ao longo do tempo, avançando uma escala linear de complexidade semelhante à grande cadeia medieval dos seres.

## Conteúdo

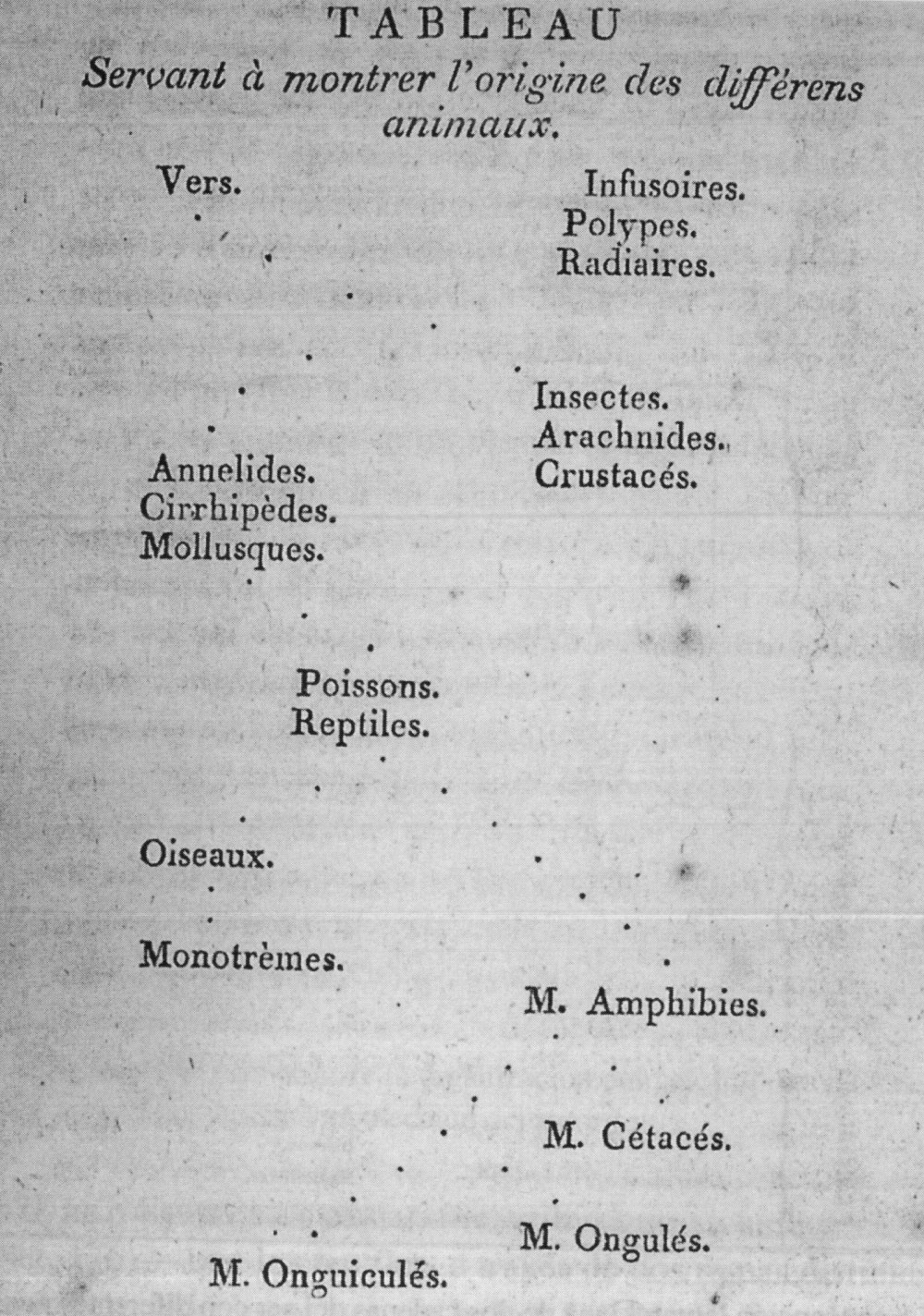
Um exemplar esquematizado da teoria lamarquista

A numeração das páginas é indicada entre parênteses.
VOLUME 1
Avertissement (I–XXV)
Discours Préliminaire (1)
Première Partie [Primeira Parte]
(Considérations sur l'Histoire naturelle des Animaux, leurs caractères, leurs rapports, leur organisation, leur distribution, leur classification et leurs espèces)
I. Des Parties de l'art dans les productions de la Nature (17)
II. Importance des Rapports (39)
III. De l'Espèce parmi les Corps vivans, et de l'idée que nous devons attacher à ce mot (53)
IV. Généralités sur les Animaux (82)
V. Sur l'Etat actuel de la Distribution et de la Classification des Animaux (102)
VI. Dégradation et simplification de l'organisation d'une extrémité a l'autre de la Chaîne animale (130)
VII. De l'influence des Circonstances sur les actions et les habitudes des Animaux, et de celle des actions et des habitudes de ces Corps vivans, comme causes qui modifient leur organisation et leurs parties (218)
VIII. De l'Ordre naturel des Animaux et de la disposition qu'il faut donner a leur distribution générale pour la rendre conforme a l'ordre meme de la nature (269)
Seconde Partie [Segunda Parte]
(Considérations sur les Causes physiques de la Vie, les conditions qu'elle exige pour exister, la force excitatrice de ses mouvemens, les facultés qu'elle donne aux corps qui la possèdent, et les résultats de son existence dans les corps) (359)
Introduction (359)
I. Comparaison des Corps inorganiques avec les Corps vivans, suivie d'un Parallèle entre les Animaux et les Végétaux (377)
II. De la Vie, de ce qui la constitue, et des Conditions essentielles à son existence dans un corps (400)
VOLUME 2 (edição de 1830)
III. De la cause excitatrice des mouvemens organiques (1)
IV. De l'orgasme et de l'irritabilité (20)
V. Du tissu cellulaire, considère comme la gangue dans laquelle toute organisation a ete formee (46)
VI. Des générations directes ou spontanees (61)
VII. Des résultats immédiats de la vie dans un corps (91)
VIII. Des facultés communes a tous les corps vivans (113)
IX. Des facultés particulières a certains corps vivans (127)
Troisième Partie [Terceira Parte]
Introduction (169)
I. Du système nerveux (180)
II. Du fluide nerveux (235)
III. De la sensibilité physique et du mécanisme des sensations (252)
IV. Du sentiment intérieur, des émotions qu'il est susceptible d'éprouver, et de la puissance (276)
V. De la force productrice des actions des animaux (302)
VI. De la volonté (330)
VII. De l'entendement, de son origine, et de celle des idees (346)
VIII. Des principaux actes de l'entendement (388)
De l'imagination (411)
De la raison et de sa comparaison avec l'instinct (441)
Additions relatives aux chapitres VII et VIII de la premiere partie (451)

## Recepção

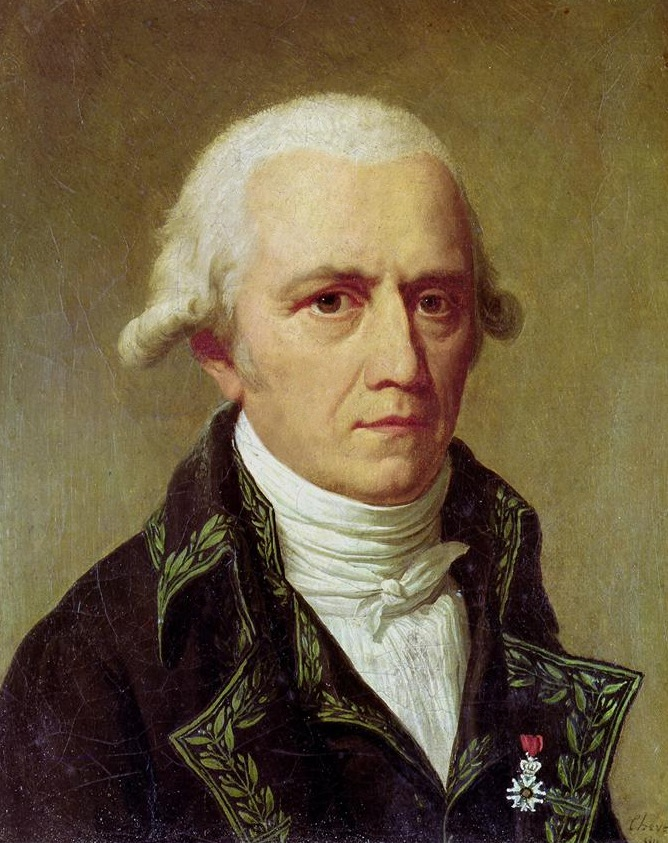
Lamarck por Charles Thévenin (c. 1802)

A teoria evolucionária de Lamarck teve pouco impacto imediato sobre seus colegas zoólogos, ou sobre o público na época. O historiador da ciência Richard Burkhardt argumenta que isso ocorreu porque o autor estava convencido de que suas opiniões seriam mal recebidas, e fez pouco esforço para apresentar sua teoria persuasivamente.
No mundo francófono de sua vida, Lamarck e suas teorias foram rejeitados pelos principais zoólogos da época, incluindo Cuvier. No entanto, ele fez mais impacto fora de França e depois de sua morte, onde cientistas como Ernst Haeckel, Charles Lyell e Darwin o reconheceram como um zoólogo importante, com teorias que pressagiam a evolução darwiniana.
Em 1830-1833, Lyell, em seus Princípios de Geologia, resumiu cuidadosamente a teoria de Lamarck (em cerca de seis páginas, com citações à Philosophie Zoologique) e depois criticou-a arduamente. Lyell começa observando que Lamarck não dá nenhum exemplo do desenvolvimento de qualquer função inteiramente nova ("a substituição de algum sentido, faculdade ou órgão inteiramente novo"), mas apenas prova que as "dimensões e força" de algumas partes podem ser aumentadas ou diminuídas. Diz que com este "desrespeito às estritas regras da indução" Lamarck "recorre a ficções". Ele prossegue, assumindo por argumento que Lamarck estava certo sobre a criação de novos órgãos, que sua teoria significaria que em vez da natureza e da forma de um animal dando origem ao seu comportamento, seu comportamento determinaria

a forma de seu corpo, o número e a condição de seus órgãos, em suma, as faculdades de que goza. Assim, as lontras, castores, aves aquáticas, tartarugas e rãs, não foram feitos palmípedes para que pudessem nadar; mas suas necessidades os atraíram para a água em busca de presas, estenderam os dedos das patas para golpear a água e se moverem rapidamente ao longo de sua superfície. Com o alongamento repetido dos dedos das patas, a pele que os unia na base adquiriu um hábito de extensão, até que, com o passar do tempo, as grandes membranas que agora ligam suas extremidades se formaram.
Lyell também critica a maneira como Lamarck supôs que o antílope e a gazella adquiriram "formas ágeis leves" capazes de correr rapidamente; ou o "camelo-leopardo" (girafa) tornou-se "dotado de um pescoço longo e flexível".
O lamarckismo foi popularizado no mundo de anglófono pelo especulativo Vestiges of the Natural History of Creation, publicado anonimamente por Robert Chambers em 1844. Em 1887, Thomas Henry Huxley, o anatomista comparativo conhecido como "Buldogue de Darwin" por sua defesa energética da evolução darwiniana, escreveu que
Com respeito à Philosophie Zoologique, não é nenhuma vergonha para Lamarck dizer que a discussão da questão das Espécies nesse trabalho, seja o que for que fosse dito em 1809, estava miseravelmente abaixo do nível de conhecimento meio século mais tarde. Nesse intervalo de tempo, a elucidação da estrutura dos animais inferiores e plantas havia dado origem a concepções totalmente novas de suas relações; histologia e embriologia, no sentido moderno, foram criadas; a fisiologia havia sido reconstituída; os fatos de distribuição, geológicos e geográficos, haviam sido prodigiosamente multiplicados e reduzidos à ordem. Para qualquer biólogo cujos estudos o levaram para além da mera espécie em 1850, metade dos argumentos de Lamarck eram obsoletos e a outra metade errada, ou defeituosa, em virtude da omissão de lidar com as várias classes de provas que tinham sido trazidas à luz desde a sua época. Além disso, sua única sugestão quanto à causa da modificação gradual das espécies — esforço animado pela mudança de condições — era, à primeira vista, inaplicável a todo o mundo vegetal. Não creio que nenhum juiz imparcial que leia Philosophie Zoologique agora, e que depois retome a crítica incisiva e eficaz de Lyell (publicada já em 1830), estará disposto a atribuir a Lamarck um lugar muito mais elevado no estabelecimento da evolução biológica do que aquele que Bacon atribui a si próprio em relação à ciência física em geral —, o buccinator tantum.
Este livro é geralmente considerado uma obra clássica. Nele o autor investiu no problema que Darwin tentou resolver um século depois. O livro contém considerável material supérfluo — pelo menos quando julgado pelos padrões modernos — tanto que sua leitura no original em francês é um empreendimento exaustivo para um acadêmico mediano. Além disso, seu estilo de apresentação pertence a uma era passada na literatura científica.

## Versões
Versões da obra de Lamarck em língua inglesa:
- Lamarck: Conteúdo
- 1809, vol. I:  (Oxford)
- 1830, vol. I:  (Harvard)
- 1830, vol. I:  (Michigan)
- 1830, vol. II: (Michigan)